# Quyền LGBT ở Cabo Verde
Quyền đồng tính nữ, đồng tính nam, song tính và chuyển giới ở Cape Verde (Cabo Verde) có thể phải đối mặt với những thách thức pháp lý mà những người không phải LGBT không gặp phải. Cả hai hoạt động tình dục đồng giới nam và nữ đều hợp pháp trong Cape Verde, nhưng các cặp vợ chồng và hộ gia đình đồng giới do các cặp đồng giới đứng đầu không đủ điều kiện để có sự bảo vệ pháp lý giống nhau cho các cặp đôi khác giới.
Cape Verde, cùng với các thuộc địa Bồ Đào Nha khác, là một trong những quốc gia châu Phi thân thiện với LGBT nhất. Sự kiện LGBT đầu tiên của đất nước được tổ chức vào tháng 6 năm 2013 tại thành phố Mindelo. Do mối quan hệ chặt chẽ với Bồ Đào Nha và Brazil, Cape Verde đôi khi được mô tả là quốc gia khoan dung nhất ở Châu Phi liên quan đến người LGBT, mặc dù vẫn có báo cáo về sự phân biệt đối xử xã hội.

## Bảng tóm tắt
| Hoạt động tình dục đồng giới hợp pháp                                                                                       | (Since 2004)  |
| Độ tuổi đồng ý | (Từ năm 2004) |
| Luật chống phân biệt đối xử trong việc làm                                                                                  | (Từ năm 2008) |
| Luật chống phân biệt đối xử trong việc cung cấp hàng hóa và dịch vụ                                                         | No            |
| Luật chống phân biệt đối xử trong tất cả các lĩnh vực khác (bao gồm phân biệt đối xử gián tiếp, ngôn từ kích động thù địch) | No            |
| Hôn nhân đồng giới | No            |
| Công nhận các cặp đồng giới                                                                                                 | No            |
| Con nuôi của các cặp vợ chồng đồng giới                                                                                     | No            |
| Con nuôi chung của các cặp đồng giới                                                                                        | No            |
| Người LGBT được phép phục vụ công khai trong quân đội                                                                       |               |
| Quyền thay đổi giới tính hợp pháp                                                                                           |               |
| Truy cập IVF cho đồng tính nữ                                                                                               |               |
| Mang thai hộ thương mại cho các cặp đồng tính nam                                                                           |               |
| NQHN được phép hiến máu | No            |